# Мортельяно
Мортельяно (итал. Mortegliano) —  коммуна в Италии, располагается в регионе Фриули-Венеция-Джулия, в провинции Удине.
Население составляет 5195 человек (2008 г.), плотность населения составляет 169 чел./км². Занимает площадь 30 км². Почтовый индекс — 33050. Телефонный код — 0432.
Покровителем коммуны почитается святой апостол Павел, празднование 25 января.

## Демография
Динамика населения:

## Администрация коммуны
- Официальный сайт: http://www.comune.mortegliano.ud.it/